# 绥德鲁
06°04′N 08°08′W / 6.067°N 8.133°W

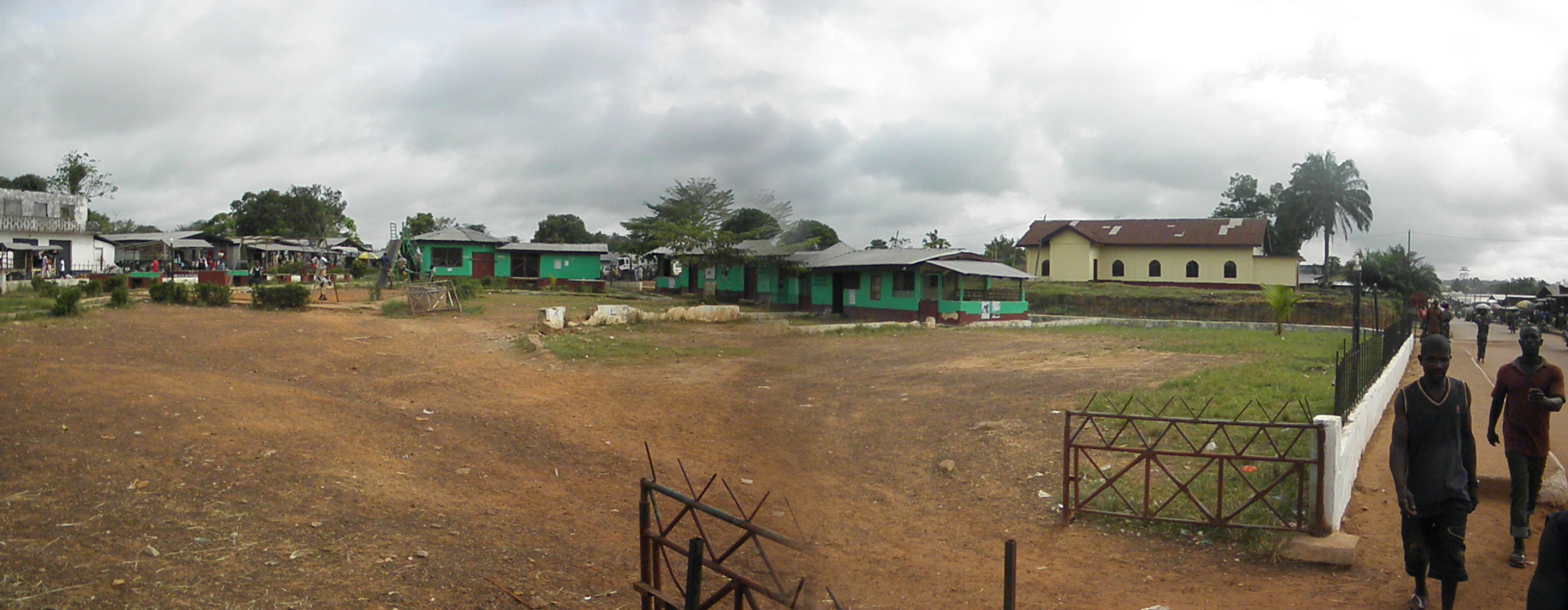
绥德鲁

绥德鲁（Zwedru）也称奇恩（Tchien），位于利比里亚东南部，是大吉德县（利比里亚的15个县之一）的首府，位于卡瓦拉河附近、靠近与科特迪瓦国界相交之处，气候为热带季风气候。